# Drachenbrunnen (Kopenhagen)

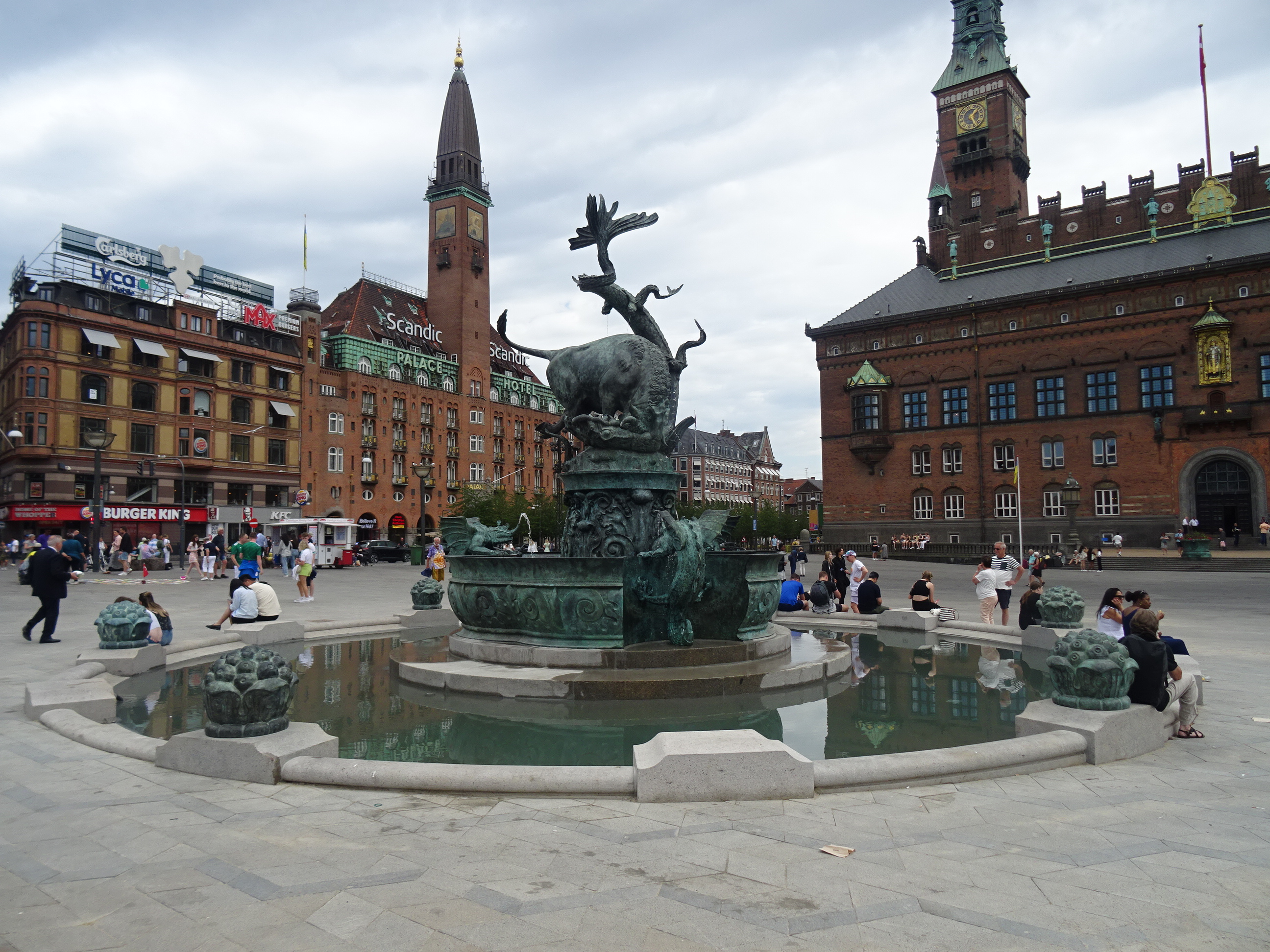
Drachenbrunnen

Der Drachenbrunnen (dänisch Dragespringvandet) ist ein Brunnen auf dem Rathausplatz in Kopenhagen. Er wurde von Joakim Skovgaard in Zusammenarbeit mit Thorvald Bindesbøll entworfen und zeigt einen Stier im Kampf mit einem Drachen.

## Geschichte
Der Entwurf entstand ursprünglich als Beitrag zu einem Wettbewerb für ein neues Denkmal am Amagertorv. Joakim Frederik Skovgaard hatte die ursprüngliche Idee und fertigte 1889 das erste Modell an. Es wurde dann von Thorvald Bindesbøll geändert, bevor Skovgaard die endgültigen Zeichnungen anfertigte. Den Wettbewerb gewannen nicht Skovgaard und Bindesbøll, sondern Edvard Petersen und Vilhelm Bissen mit ihrem Storchenbrunnen.
Im Zusammenhang mit der Rathausausstellung von 1901, die der dänischen Kunst vor 1890 gewidmet war, wurde beschlossen, den alten Entwurf von Skovgaard und Bindesbøll auf dem Rathausplatz zu realisieren. Das Projekt wurde auch von Forenignen til Hovedstadens Forskønnelse und dem Eibeschützlegatet sowie einigen anderen Stiftungen unterstützt. Der Platz auf dem Rathausplatz war ursprünglich für den Gefionbrunnen vorgesehen, aber das Denkmal wurde nach Nordre Toldbod versetzt.
Der erste Teil des Drachenbrunnens, ohne die zentrale Tiergruppe, wurde 1904 eingeweiht. Er wurde von der Presse heftig kritisiert und von den Kopenhagenern umgangssprachlich als „Spucknapf“ (dänisch: Spytbakken) bezeichnet.
1908 wurde der Brunnen von einem niedrigen Außenbecken umgeben. Ein Gipsmodell der zentralen Komposition war vom 31. Mai bis 7. Juni 1915 im Brunnen zu sehen. Später wurde in der Bronzewerkstatt von Lauritz Rasmussen ein Bronzeguss angefertigt. Um die Gruppe in der Mitte nicht zu erdrücken, wurden die drei Drachen am Rand des Beckens etwas verkleinert, wie es dem ursprünglichen Projekt entsprach. Die großen Drachen befinden sich nun auf der Balustrade vor dem Rathaus. Gleichzeitig wurde der Granitrand des äußeren Beckens mit sechs bronzenen Obstkörben geschmückt, die auf jeder zweiten der zwölf Steinkonsolen stehen. Der Brunnen schließlich am 4. Juni 1923 eingeweiht.
1954 wurde der H.C. Andersens Boulevard, der bis dahin Vestre Boulevard hieß, erweitert. Der Drachenbrunnen musste um 25 Meter versetzt und das äußere Becken entfernt werden. Im Jahr 1974 wurde er auf dem Brønshøj Torv aufgestellt, aber 2001 wieder entfernt.
Im Jahr 2016 wurde beschlossen, den Drachenbrunnen im Zuge der Wiedereröffnung des Rathausplatzes nach dem Bau einer U-Bahn-Station an einen zentraleren Standort zu versetzen. Gleichzeitig sollte das Außenbecken des Brunnens restauriert werden. Der Brunnen wurde für die Sanierung im Herbst 2020 zunächst entfernt. Die anschließenden Ausgrabungs- und Umsetzungsarbeiten erwiesen sich jedoch als teurer als die veranschlagten 11,5 Mio. DKK. Im Jahr 2021 stellte die Gemeinde daher zusätzliche 9,3 Mio. DKK bereit. Im September 2022 begannen die Bauarbeiten, nach ausgrabungen des Museum von Kopenhagen, auf dem Rathausplatz. Die gesamte Gussarbeit für das neue Außenbecken des Brunnens wurde an einem Tag erledigt. Dabei verarbeitete das Arikal-Team drei Kubikmeter Beton pro Stunde. Insgesamt wurden 30 Kubikmeter Beton verarbeitet. Am 14. Juni 2023 um 09:30 Uhr wurde der Brunnen an seinem neuen Standort vollständig wiedereröffnet.

## Beschreibung
Der Brunnen mit einem Durchmesser von 3,1 m und einem 14 m breiten Außenbecken ist knapp 7 m hoch.[1] Das zentrale Motiv des Brunnens ist ein Stier, der mit einem Drachen kämpft. Am Beckenrand sitzen drei wasserspeiende Drachen. Die übrigen Verzierungen des Beckens sind von der antiken griechischen Ornamentik inspiriert. Am Granitrand des Außenbeckens stehen auf jeder zweiten der zwölf Steinkonsolen bronzene Obstkörbe.

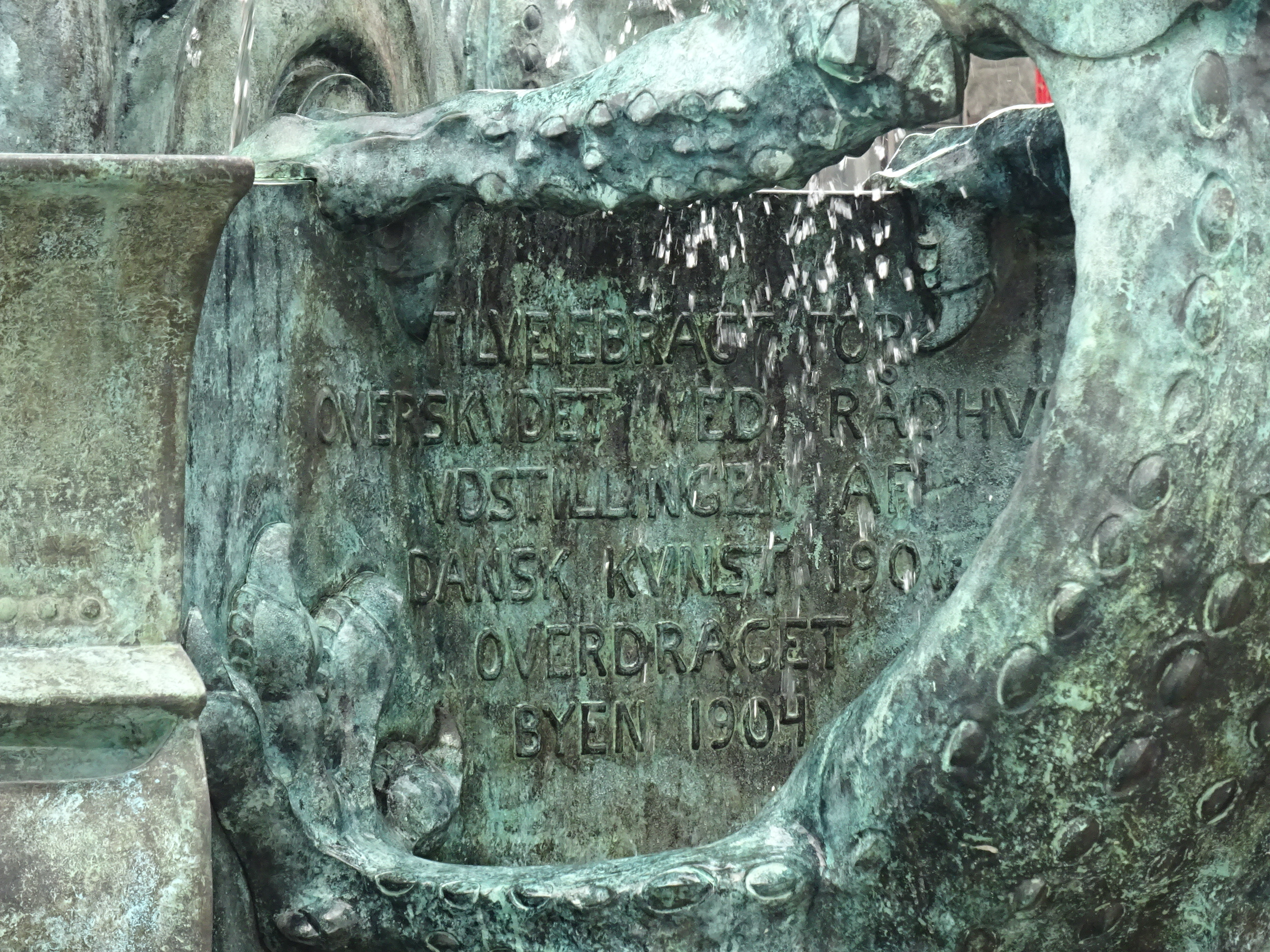
Bild der Inschrift

Inschrift unter einem Drachen: